# Ťapešovo
Ťapešovo je obec na Slovensku v okrese Námestovo.

## Historie
První známá písemná zmínka o obci pochází z roku 1580. V obci je moderní římskokatolický kostel z 20. století.

## Geografie
Obec se nachází v nadmořské výšce 670 metrů a rozkládá se na ploše 6,72 km². K 31. prosinci roku 2017 žilo v obci 717 obyvatel.